# Riley Mk. 30
Chronologie des modèles
La Riley Mk. 30 est une voiture de course développée et construite par le constructeur américain Riley en partenariat avec l'équipe canadienne Multimatic Motorsports. Conçue pour répondre à la réglementation LMP2 2017 établie par l'Automobile Club de l'Ouest et la FIA. La voiture est également conforme au règlement du Championnat WeatherTech unifié des voitures de sport de l'International Motor Sports Association (IMSA) pour la classe Prototype. La Mazda RT24-P engagée sur le continent américain en United SportsCar Championship est basée sur ce châssis. Le prototype a fait ses débuts en compétition aux 24 Heures de Daytona 2017 et ses débuts en Championnat du monde d'endurance FIA lors des 24 Heures du Mans 2017.

## Aspects techniques
Bob Riley, et son fils Bill, essayaient depuis de nombreuses années de développer un nouveau châssis LMP. Durant cette réflexion, différents projets, avec des approches différentes (voiture ouverte, fermée, LMP1, LMP2, etc.), ont été menés. Aucun de ceux-ci ne s'est concrétisé, même si au moins un d'entre eux a été proche de se réaliser. Lorsque les nouvelles réglementations techniques LMP2 ont été publiées, Bob Riley s'est rendu compte que c'était une chance car il y avait un besoin et une demande pour un constructeur basé aux États-Unis. Cependant, Multimatic Motorsports, de Larry Holt, qui avait acquis une grande partie de l'empire Lola était un rival potentiel. Pour parer à la menace potentielle, un partenariat a été proposé entre Riley et Multimatic Motorsports. Les capacités de computational fluid dynamics (CFD) de Multimatic Motorsports ont été mises à profit et il a pris la responsabilité du cockpit, de la carrosserie et de l'aérodynamique en fibre de carbone. Riley a lui conçu et fabriqué la majorité des composants mécaniques. La voiture est assemblée dans les locaux de Riley en Caroline du Nord. Le résultat de ce partenariat a été le Riley-Multimatic Mk. 30, un tout nouveau design qui n'a rien à voir avec les travaux précédemment réalisés par Riley. Ce design a été jugé comme assez conventionnel.

Le nez de la Mk. 30 est légèrement surélevé, comme c'est assez courant sur les prototypes Le Mans modernes, les freins avant étant refroidis par des conduits venant des bords d'attaque de la carrosserie avant, solution également retenue pour la Dallara P217,.

## Écuries
Liste des écuries disposant d'au moins un châssis :
- Rick Ware Racing
- VisitFlorida Racing
- Keating Motorsports
- BAR1 Motorsports

## Résultats aux24 heures du Mans
| Année | Équipe              | Position au général | Position de classe |
| ----- | ------------------- | ------------------- | ------------------ |
| 2017  | Keating Motorsports | 47ème               | 20ème              |

## Engagements
La Riley Mk. 30 est engagée dans les championnats suivants  :

### WeatherTech SportsCar Championship 2017
| No. | Équipe              | Voiture               | Châssis   | Pneus | Pilotes                                      | DAY | SEB | LBH | AUS | BEL | WGL | MOS | ELK | LGA | ATL | Points |
| --- | ------------------- | --------------------- | --------- | ----- | -------------------------------------------- | --- | --- | --- | --- | --- | --- | --- | --- | --- | --- | ------ |
| 90  | VisitFlorida Racing | Riley Mk. 30 - Gibson | #002 #006 | C     | Marc Goossens Renger van der Zande René Rast | 3   | 6   | DNS | 7   | 9   | 5   | 10  |     |     |     | 148    |

### WeatherTech SportsCar Championship 2018
| No. | Équipe           | Voiture               | Pneus | Pilotes                                             | DAY | SEB | LBH | MOH | BEL | WGL | MOS | ELK | LGA | ATL | Points |
| --- | ---------------- | --------------------- | ----- | --------------------------------------------------- | --- | --- | --- | --- | --- | --- | --- | --- | --- | --- | ------ |
| 20  | BAR1 Motorsports | Riley Mk. 30 - Gibson | C     | Marc Drumwright Eric Lux Alex Popow Brendan Gaughan | 14  |     |     |     |     |     |     |     |     |     | 17     |

### WeatherTech SportsCar Championship 2020
| No. | Équipe           | Voiture               | Pneus | Pilotes                                              | ROAR BEFORE THE ROLEX 24 | Points |
| --- | ---------------- | --------------------- | ----- | ---------------------------------------------------- | ------------------------ | ------ |
| 2   | Rick Ware Racing | Riley Mk. 30 - Gibson | M     | Jonathan Hoggard Cody Ware James Davison Mark Kvamme | 23                       | 0      |